# Atropis
Atropis is een geslacht van weekdieren uit de klasse van de Gastropoda (slakken).

## Soort
- Atropis rarotongana Brook, 2010